# Theristria tillyardi
Theristria tillyardi är en insektsart som beskrevs av Eduard Handschin 1935. Theristria tillyardi ingår i släktet Theristria och familjen fångsländor. Inga underarter finns listade i Catalogue of Life.